# Уайнленд, Дэвид
Дэвид Джеффри Уа́йнленд (Вайнленд) (англ. David Jeffrey Wineland; род. 24 февраля 1944) — американский физик, лауреат нобелевской премии по физике 2012 года (совместно с Сержем Арошем) с формулировкой за «создание прорывных технологий манипулирования квантовыми системами, которые сделали возможными измерение отдельных квантовых систем и управление ими». Член Национальной академии наук США (1992).

## Биография
Дэвид Уайнленд родился 24 февраля 1944 года в городе Милуоки, штат Висконсин. В 1961 году он окончил школу Энсина, расположенную в Сакраменто. В 1965 году в Калифорнийском университете в Беркли он получил степень бакалавра, а в 1970 году в Гарвардском университете — степень PhD. Его диссертация была посвящена мазерам на атомарном дейтерии. После этого Уайнленд работал в группе Ханса Демельта в Вашингтонском университете. В 1975 году Уайнленд устроился в Национальное бюро стандартов, ныне институт NIST в Боулдере. Сферой его исследований являлась оптика и, в частности, лазерное охлаждение ионов в квадрупольных ионных ловушках с последующим использованием захваченных ионов для выполнения квантовых вычислений.
Уайнленд является членом Американского физического общества и Американского оптического общества.

## Награды и отличия
- 1990 — Премия Дэвиссона-Джермера[англ.]
- 1990 — Премия Меггерса[англ.]
- 1996 — Премия Эйнштейна в лазерной физике[англ.]
- 1998 — Премия Раби[англ.][6]
- 2000 — International Quantum Communication Award
- 2001 — Премия Артура Шавлова по лазерной физике[англ.][7]
- 2004 — Медаль Фредерика Айвса
- 2007 — Национальная научная медаль США[8]
- 2008 — Премия Герберта Вальтера[нем.][9]
- 2010 — Медаль Бенджамина Франклина
- 2012 — Нобелевская премия по физике (совместно с Сержем Арошем)
- 2013 — Wolfgang-Paul-Vorlesung[нем.]
- Micius Quantum Prize[англ.] (2018)
- IRI Medal[нем.] (2020)